# Lex loci contractus
Lex loci contractus là một thuật ngữ trong tiếng Latinh để chỉ "luật nơi ký kết hợp đồng" trong xung đột pháp luật. Xung đột pháp luật là một nhánh của tư pháp quốc tế điều chỉnh mọi vụ việc pháp lý có sự tham dự của các yếu tố "nước ngoài", trong đó sự khác biệt về kết quả (chẳng hạn phán quyết của tòa) xảy ra phụ thuộc vào việc luật nào được áp dụng.

## Giải thích
Khi vụ việc pháp lý phải đưa ra tòa và tất cả mọi đặc trưng của vụ việc này đều có tính chất địa phương, tòa án sẽ áp dụng quy tắc lex fori (luật tòa án - nghĩa là luật hiện đang được áp dụng tại khu vực đó), để ra phán quyết cho vụ việc. Nhưng nếu trong vụ việc có các yếu tố "nước ngoài", thì tòa có thể buộc phải xem xét hệ thống xung đột pháp luật để cân nhắc: 
- Tòa có hay không có thẩm quyền pháp lý để tiếp nhận và xem xét vụ việc (xem thêm vấn đề lựa chọn tòa án);
- Tòa sau đó phải nêu ra các đặc trưng của các vấn đề, nghĩa là định vị các nền tảng thực sự của vụ việc vào các lớp pháp lý tương ứng của chúng; và
- Sau đó áp dụng các quy tắc lựa chọn luật để quyết định luật nào sẽ được áp dụng cho mỗi lớp pháp lý này.

Lex loci contractus là một trong các lựa chọn có thể của các quy tắc luật được áp dụng cho các vụ việc trong việc thử nghiệm giá trị pháp lý của một hợp đồng. Ví dụ, giả sử một người là A cư trú tại Canada và một người tên là B thường trú tại Pháp, ký kết một hợp đồng thông qua e-mail. Họ thỏa thuận gặp nhau tại bang New York để ghi đĩa CD nhạc hip hop. Lựa chọn liên quan (có thể) của các quy tắc luật có thể là:
- Lex domicilii (luật nơi cư trú): để xác định xem các bên có hay không có năng lực pháp lý để ký kết hợp đồng;
- Lex loci contractus: có thể là rất khó để thiết lập trong trường hợp này do chẳng bên nào đã rời khỏi nhà nước mình (dựa vào các quy tắc bưu chính để chào hàng và chấp nhận trong một vài lex causae (luật nguyên nhân) giả định có thể tạo ra các kết quả khác nhau);
- Lex loci solutionis (luật nơi thực hiện nghĩa vụ) có thể là có liên quan nhiều nhất do New York là nơi liên quan nhiều nhất đối với thực chất của các trách nhiệm có thể xảy ra;
- Luật thích hợp; và
- Lex fori có thể có các vấn đề liên quan tới trật tự công cộng, nếu như một bên là trẻ vị thành niên.